# Sandane
Sandane è un villaggio della Norvegia, situato nella municipalità di Gloppen, nella contea di Vestland.